# Šerchov
Šerchov (německy Schergau) je malá vesnice v Krušných horách v okrese Chomutov. Stojí asi šest kilometrů severně od Chomutova v nadmořské výšce okolo 565 metrů. Byla založena nejspíše ve čtrnáctém století a po většinu doby patřila k chomutovskému nebo červenohrádeckému panství. Po zrušení poddanství se Šerchov dvakrát stal na krátkou dobu samostatnou obcí, ale od padesátých let dvacátého století patří k Blatnu. V roce 2011 zde trvale žilo 46 obyvatel.

## Název
Název vesnice je odvozen ze středněhornoněmeckého slova scherge (soudní sluha, posel, hlasatel). V historických pramenech se jméno vesnice vyskytuje ve tvarech: Ssericha (1479), w Sserych (1552), na vsi Sserchowu (1561), Schercha (1563), Sserchow (1564, 1587), ve vsi Sserchowie (1571), Scherchau nebo Schercher Zoll (1604), Czercha (1606), Tscherga (1608), Czercha (1622), Ssergaw (1654) nebo Schergau (1846).

## Historie

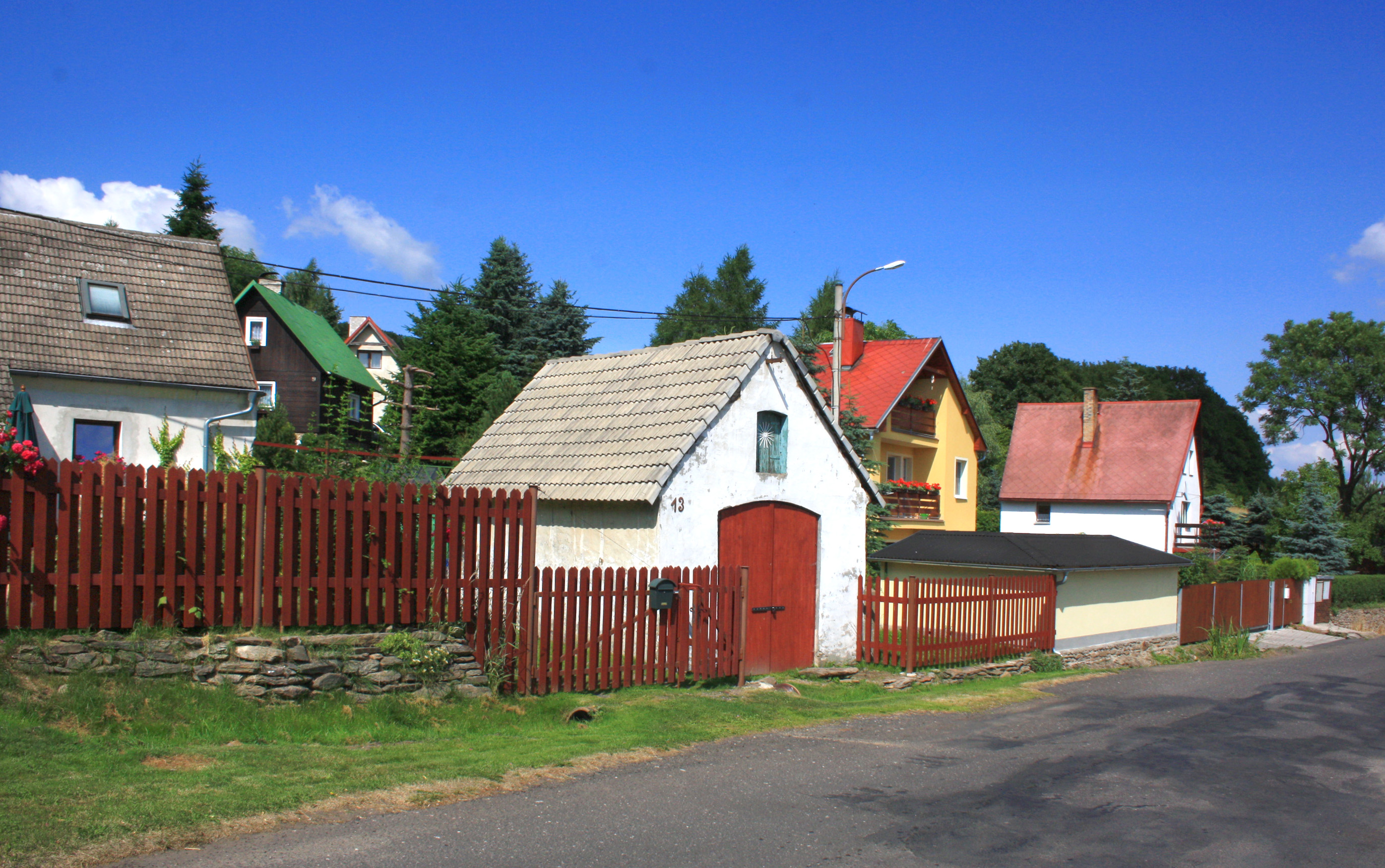
Domy na východním okraji vesnice s bývalou hasičárnou

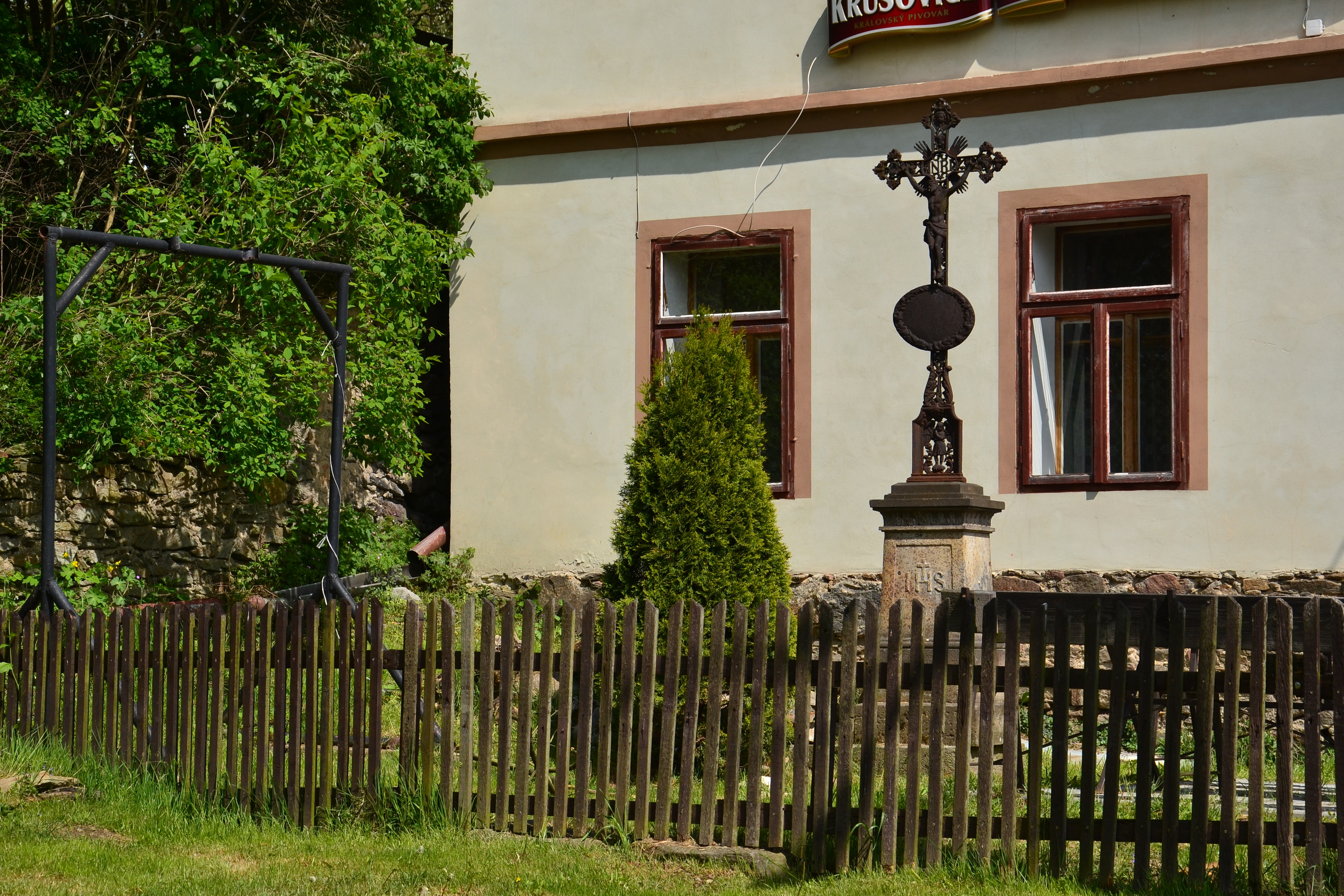
Křížek u hospody

První písemná zmínka o Šerchovu se objevila v letech 1382–1393 v knihách řádu německých rytířů z chomutovské komendy. Podle rozboru katastrálních map je však možné, že Radenov patří k nejstarším sídlům tzv. chomutovského újezdu a byl součástí majetku, který věnoval Bedřich Načeratec řádu v roce 1252. Vesnice zůstala součástí chomutovského panství až do roku 1605, kdy část majetku zabaveného Jiřímu Popelovi z Lobkovic koupil Adam Hrzán z Harasova, který ji připojil k Červenému hrádku.
V šestnáctém století přes vesnici vedla jedna z větví obchodní cesty z Jirkova do saské Míšně. Bývalo zde celní stanoviště, které vybralo na poplatcích v průměru deset kop grošů za rok. Následky třicetileté války se Šerchovu nejspíš vyhnuly, protože podle Berní ruly z roku 1654 byla vesnice v dobrém stavu. Žilo v ní pět sedláků a šest chalupníků, z nichž více než polovina vlastnila část lesa a jeden z chalupníků se živil jako vozka. Kromě zemědělství si vydělávali také prodejem dřeva v Chomutově. Sedlákům patřilo čtrnáct potahů, osmnáct krav, 21 jalovic, sedm prasat a deset koz. Chudší chalupníci měli dohromady sedm potahů, deset krav, šestnáct jalovic, tři prasata a dvanáct koz. V okolí vesnice se těžila drobná žilná ložiska železné rudy dodávané do Vysoké Pece. V devatenáctém století se vyráběly šindele a roku 1846 je uváděn hostinec.

## Přírodní poměry

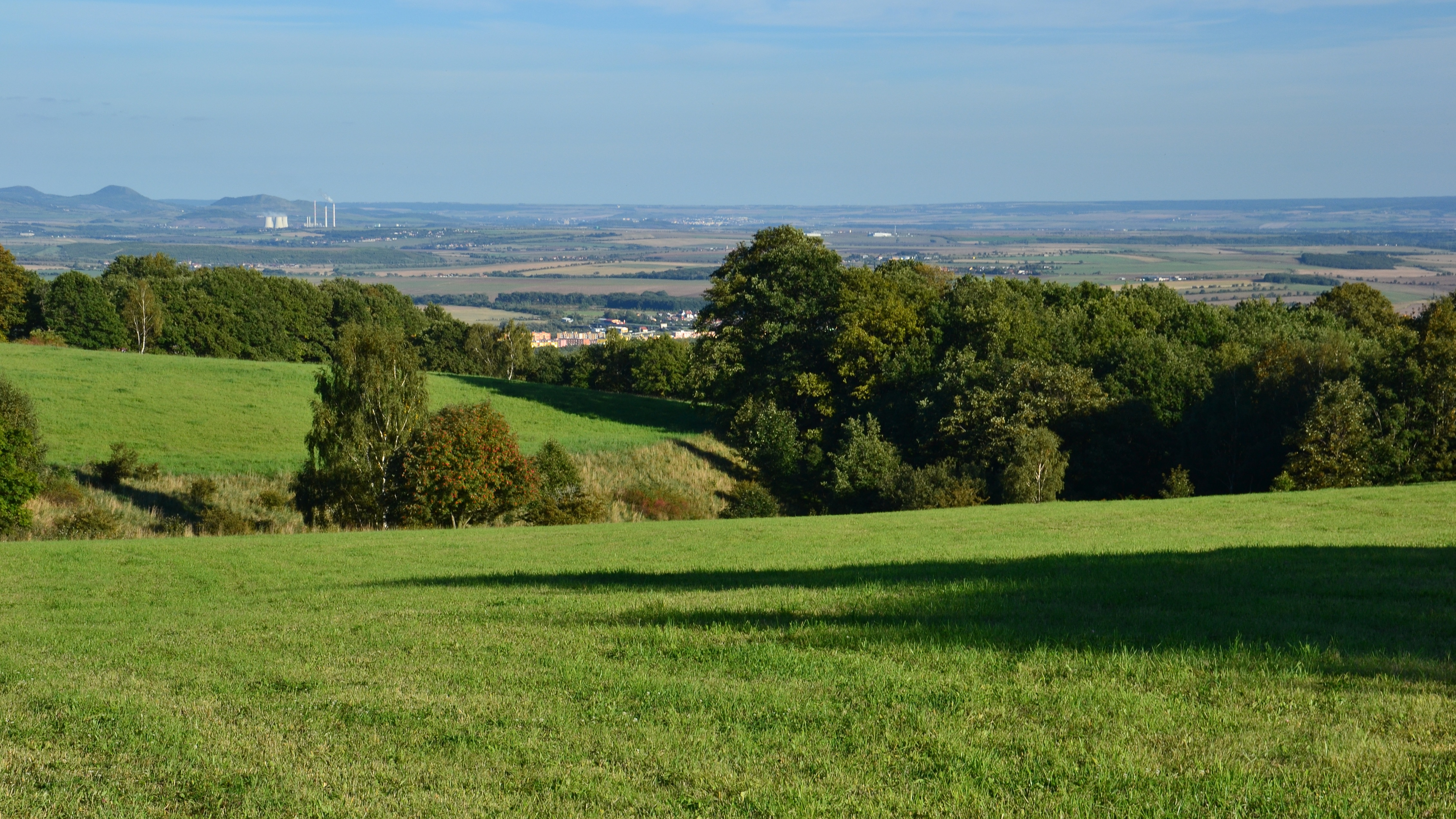
Krajina východně od vesnice s výhledem na Chomutov

Šerchov stojí v jižní části stejnojmenného katastrálního území o rozloze 3,11 km² v Ústeckém kraji dva kilometry východojihovýchodně od Blatna a 5,7 kilometrů severně od Chomutova. Západní a severní hranici území přibližně vymezuje koryto potoka Malá voda a na jihu údolí Březeneckého potoka.
V geologickém podloží převládají prekambrické dvojslídné a biotitické ruly, ale v severním cípu východně od Květnova se vyskytují také předvariské intruzivní horniny a horniny neznámého stáří, které jsou často deformované a metamorfované. Zastupují je různé druhy metagranitů až metagranodioritů a ortoruly.
V geomorfologickém členění Česka oblast leží v geomorfologickém celku Krušné hory, podcelku Loučenská hornatina a okrsku Bolebořská vrchovina. Nejnižší bod území se nachází v údolí Bíliny pod vodní nádrží Jirkov ve výšce asi 400 metrů, zatímco nejvyšším bodem je bezejmenná kóta s nadmořskou výškou 654 metrů severozápadně od vesnice. Samotná vesnice stojí ve výšce okolo 565 metrů.
Z půdních typů převažuje kambizem histická, ale zejména jižní svahy údolí Malé vody pokrývají podzolové půdy a v údolí jižně od Květnova se vyskytuje také glej modální. Jediným významnějším vodním tokem je Malá voda, která napájí vodárenskou nádrž Jirkov. Jižní část území odvodňuje drobný Březenecký potok.

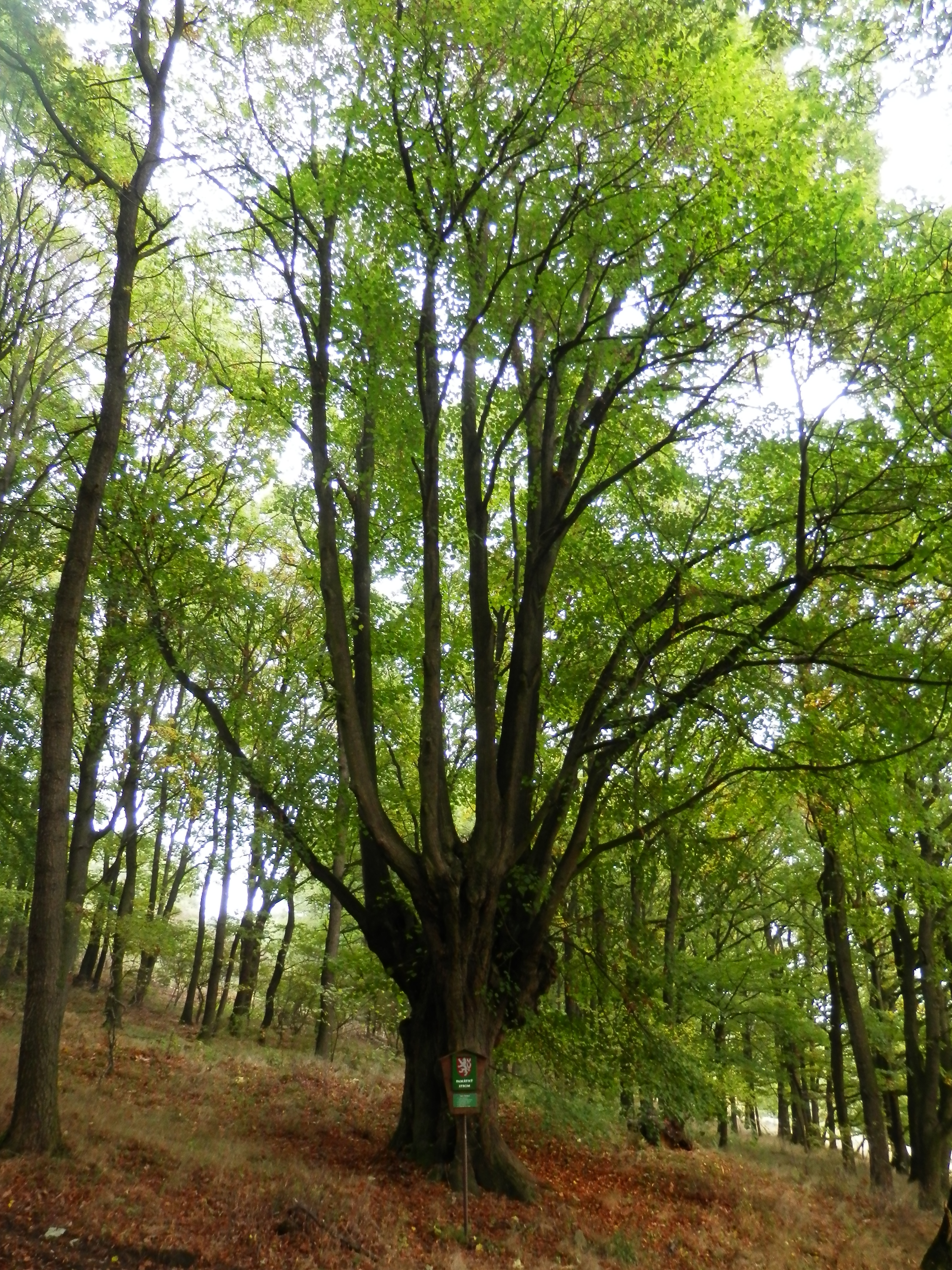
Šerchovská lípa

Do východní části katastrálního území zasahuje malá část přírodní památky Najštejnské bučiny. Asi 400 metrů jihovýchodně od vesnice roste přibližně 300 let stará a 25 metrů vysoká lípa velkolistá s obvodem kmene 560 centimetrů. Je chráněná jako památný strom.

## Obyvatelstvo
Při sčítání lidu v roce 1921 zde žilo 81 obyvatel (z toho 40 mužů) německé národnosti, kteří byli kromě jednoho evangelíky římskými katolíky. Podle sčítání lidu z roku 1930 měla vesnice 84 obyvatel německé národnosti a římskokatolického vyznání.
|                                                                      | 1869 | 1880 | 1890 | 1900 | 1910 | 1921 | 1930 | 1950 | 1961 | 1970 | 1980 | 1991 | 2001 | 2011 | 2021 |
| -------------------------------------------------------------------- | ---- | ---- | ---- | ---- | ---- | ---- | ---- | ---- | ---- | ---- | ---- | ---- | ---- | ---- | ---- |
| Obyvatelé                                                            | 87   | 111  | 101  | 84   | 69   | 81   | 84   | 21   | 19   | 11   | 4    | 2    | 15   | 37   | 51   |
| Domy                                                                 | 13   | 15   | 15   | 15   | 14   | 15   | 14   | 11   | —    | 5    | 3    | 5    | 5    | 13   | 13   |
| Počet domů z roku 1961 je zahrnut v celkovém počtu domů obce Blatno. |      |      |      |      |      |      |      |      |      |      |      |      |      |      |      |

## Obecní správa

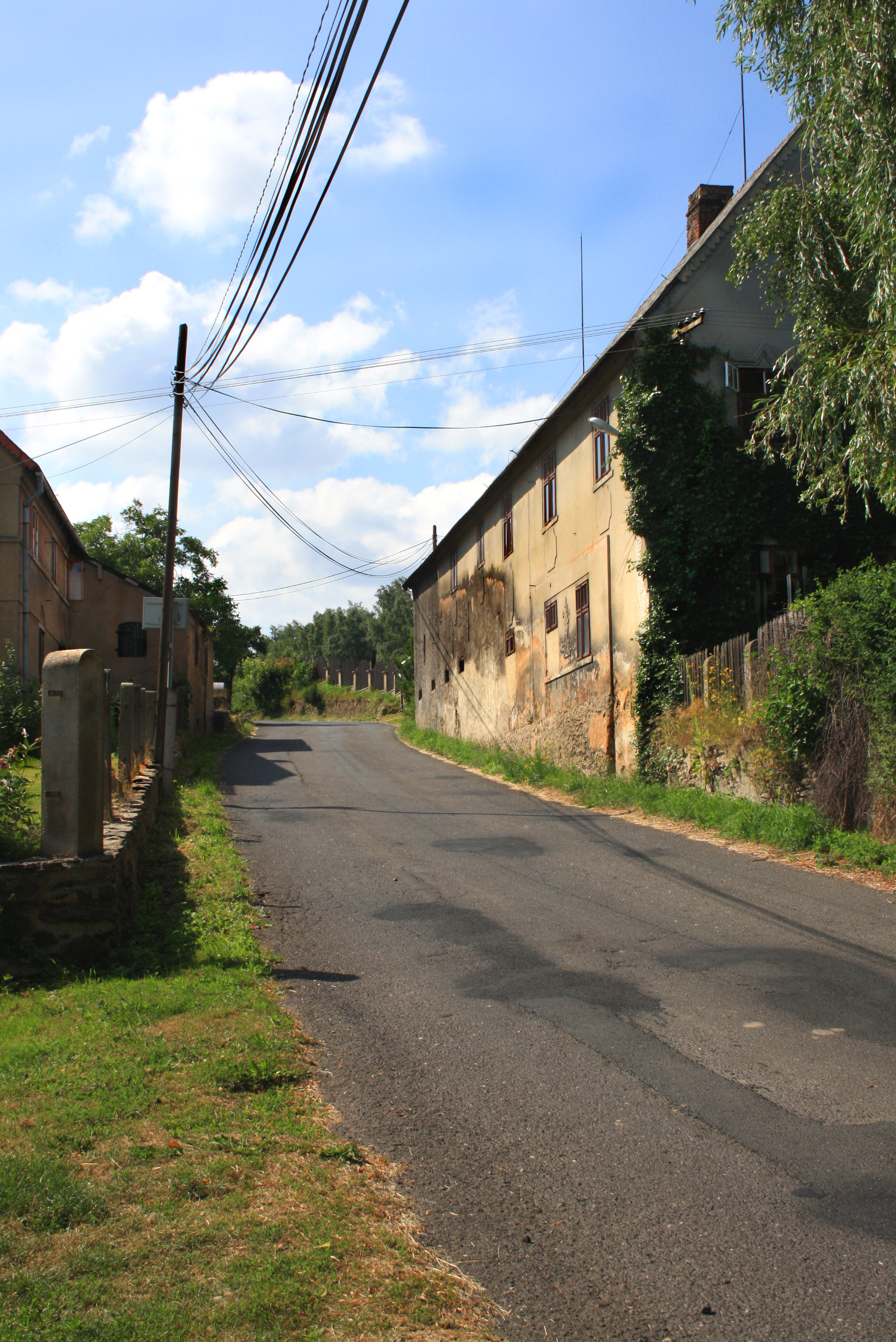
Silnice k Blatnu

Šerchov je částí obce Blatno. Po zrušení poddanství se stal v roce 1850 samostatnou obcí, ale v roce 1869 je uváděn jako osada Blatna. V letech 1880–1950 byl opět obcí, ale dne 17. května 1954 byl znovu připojen k Blatnu. V katastrálním území vesnice stojí u silnice do Květnova také bývalý mlýn a pozdější panská myslivna Teichmühle.
Při volbách do obecních zastupitelstev konaných 22. května 1938 v Šerchově žilo 42 voličů. Volby však neproběhly, protože kandidátní listinu podala pouze Sudetoněmecká strana, která se tak automaticky stala vítězem voleb.

## Doprava
Šerchovem vede jediná silnice č. III/2524 z Chomutova do Blatna. Po silnici vede značená cyklotrasa č. 3077 z Chomutova do Kalku. Autobusová linková doprava do vesnice nezajíždí. Nejbližší zastávka se nachází dva kilometry daleko v Blatně. Nejbližší pravidelně obsluhovaná železniční stanice je v Chomutově.

## Pamětihodnosti
Na návsi stávala kaple Zvěstování Panny Marie ze druhé poloviny 18. století. Měla obdélný půdorys s polygonálním závěrem a v průčelí štít, za kterým ze střechy vybíhala sanktusová vížka. Zbořena byla pravděpodobně v osmdesátých letech 20. století. Zůstaly po ní jen základy obvodových zdí.